# Л-14
Л-14 — советская дизель-электрическая минно-торпедная подводная лодка времён Второй мировой войны. Второй корабль серии XIII типа «Ленинец», предлагалось дать кораблю имя «Калининец».

## История корабля
Лодка была заложена 25 апреля 1935 года на заводе № 189 в Ленинграде, заводской номер 274, в виде отдельных секций была перевезена во Владивосток, на завод № 202 (Дальзавод), где была собрана. 20 декабря 1936 года спущена на воду, 2 октября 1938 года вступила в строй.
В 1944 году была оборудована гидролокатором Дракон-129 (ASDIC). В ходе боевых действий совершила один поход, встреч с противником не имела. В 1949 году переименована в Б-14. 17 февраля 1956 года выведена из состава флота, использовалась как учебная, переименована в УТС-33. В 1984 году исключена из списков плавсредств и отправлена на переработку.

## Командиры лодки
- декабрь 1937 — июнь 1938 — А. Т. Чабаненко